# Lijst van rivieren in Algerije
Dit is lijst van rivieren in Algerije. De rivieren in deze lijst zijn geordend naar drainagebekken en de opeenvolgende zijrivieren zijn ingesprongen weergegeven onder de naam van elke hoofdrivier.

## Middellandse Zee
- Tafna
  - Isser
- Hammam (Habra) (Macta)
  - Sig
  - Mebtouh
- Chelif
  - Mina
  - Djediouia
  - Ghiou (Riou)
  - Sly
  - Tsighaout
  - Fodda
  - Rouina (Zeddine)
  - Ebda
  - Massine
  - Deurdeur
  - Akoum
  - Nahr Ouassel
  - Touil
- Mazafran
- Harrach
- Reghaïa
- Boudouaou
- Isser
  - Malah
- Sebaou
- Soummam
  - Amassine
  - Bou Sellam
  - Sahel
- Kebîr (Jilel)
  - Enndja
  - Rummel
- Guebli
- Safsâf
- Kebir (Skikda)
- Seybouse
  - Cherf
- Kebîr (El Taref)
- Medjerda
  - Mellègue
    - Ksob (Chabro)
    - Meskiana

## Sahara

### Sebkhet el Melah
- Oued Saoura
  - Oued Zousfana
  - Oued Guir
    - Oued Béchar
- Oued Messaoud
  - Oued Tilia

### Chott Ech Chergui
- Oued el Korima

### Chott el Hodna
- Oued Leham

### Chott Melrhir
- Oued Abiod
- Oued Djedi
- Oued Zeribet
  - Oued el Arab
- Oued el Mitta
- Oued Ittel
- Oued el Kherouf

### Sebkhet Safioune
- Oued Zegrir
- Oued Mya

### Sebkha Mekerrhane
- Oued Tsaret
- Asouf Mellene
- Oued Tasendjanet

### Aharrar
- Oued Igharghar
- Oued Tafassasset
- Oued Ti-n-Tarabine
- Oued Igharghar
- Oued Zazir
- Oued Ti-n-Amzi
- Oued Tamanrasset

### Grand Erg Occidental
- Oued Namous